# Argyrogrammana barine
Argyrogrammana barine är en fjärilsart som beskrevs av Otto Staudinger 1888. Argyrogrammana barine ingår i släktet Argyrogrammana och familjen Riodinidae. Inga underarter finns listade i Catalogue of Life.